# Lamborghini Islero
Lamborghini Islero — легковой автомобиль класса Gran Turismo, выпускавшийся итальянской компанией Lamborghini с 1968 по 1969 год как дальнейшее развитие модели 400 GT. В кузов типа купе, спроектированный Марио Марацци из компании Carrozzeria Marazzi, устанавливался 4-литровый V-образный двигатель с 12 цилиндрами. Islero была представлена публике на Женевском автосалоне 1968 года. В 1970 году автомобиль сменился моделью Jarama. Islero была названа в честь боевого быка убившего матадора Мануэля Родригеса в августе 1947 года.

## История
Lamborghini Islero GT дебютировала на Женевском автосалоне 1968 года вместе с моделью Espada. Проектированием и дизайном Islero занимался Марио Марацци из компании Carrozzeria Marazzi, вместе с дизайнером Федерико Форменти он работал под руководством Ферруччо Ламборгини. Шасси и задняя подвеска остались от прошлых Gran Turismo. Но по сравнению Gran Turismo (350 GT и 400 GT) у Islero был существенно изменён дизайн: исчез округлый стиль кузова и появились скрытые фары. На капоте и под хромированным бампером были расположены воздухозаборники. За счёт окон, расположенных по всему периметру салона, в автомобиле Islero была хорошая видимость. На приборной панели было множество циферблатов, так же в дизайне интерьера использовался деревянный руль и отделка салона кожей. Islero была оборудована электроусилителем руля и электростеклоподъёмниками.
Islero GT не была столь же популярна, как её предшественники, построенные компанией Carrozzeria Touring Superleggera, — в компании Carrozzeria Marazzi был крайне неудовлетворительный контроль качества сборки. Производство Islero GT продолжалось до лета 1969 года, когда она была заменена Islero GTS. Всего было произведено 125 экземпляров Islero GT.
В 1969 году на смену Islero GT пришла модернизированная модель GTS. GTS подверглась модернизации, которая включала в себя следующие усовершенствования:
- Небольшое расширение арок.
- Добавление вентиляционных отверстий за передними колёсами для охлаждения двигателя.
- Увеличение воздухозаборника на капоте, который подаёт воздух в салон автомобиля.
- Добавление двух дополнительных фар на решётке радиатора.
- Добавление треугольных боковых окон.
- Переработку приборной панели. Замену тумблеров на кулисные переключатели.
- Добавление бардачка. Добавление электрообогрева заднего стекла.
- Изменение сидений — передние сидения получили более высокие спинки, а задние разделили откидными подлокотниками.

Качество сборки Islero GTS стало более высоким по сравнению с первой версией. Производство Lamborghini Islero было прекращено в апреле 1970 года, всего было произведено 100 экземпляров Islero GTS.
Ферруччо Ламборгини и его брат Эдмондо ездили на Islero. Islero появлялась в триллере Роджера Мура «The Man Who Haunted Himself» и в итальянской антологии короткометражных фильмов «Vedo nudo» (как автомобиль Сильвы Кошчиной).

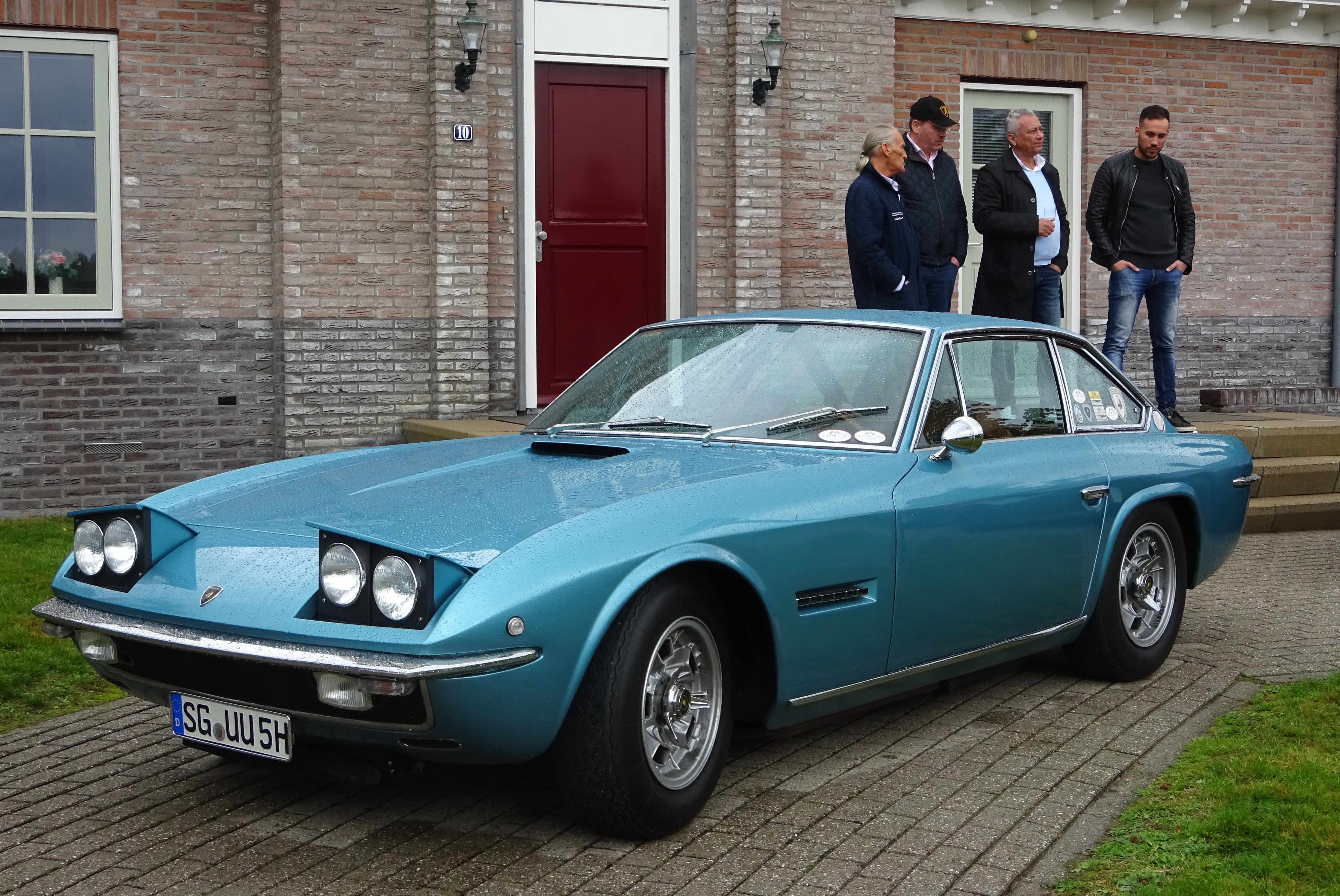
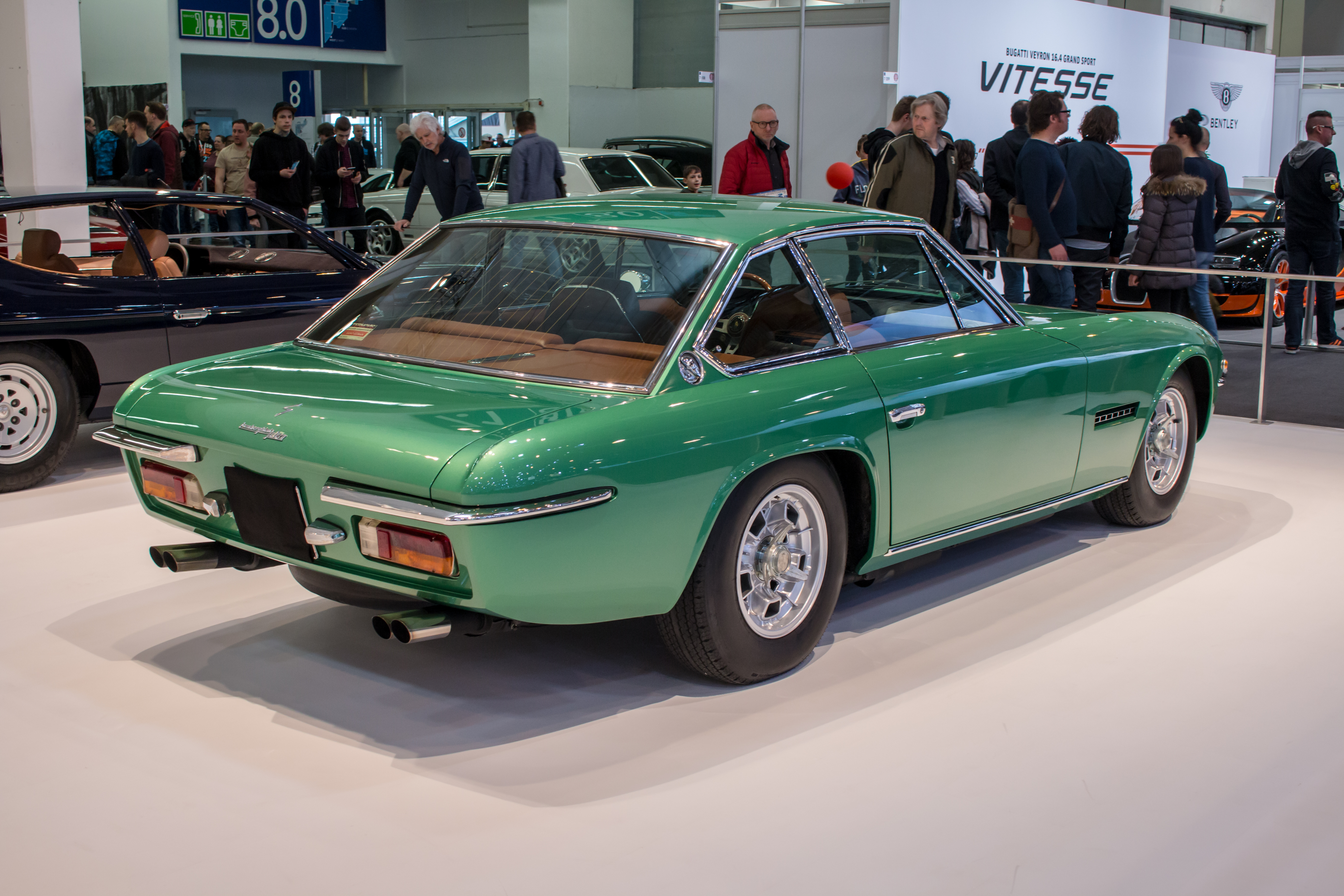

### Участие в автогонках
Хотя Islero не задумывалась как гоночная модель, французы Пол Рилли и Роджер Левев попытались выступить на модифицированной Islero (шасси № 6348) в гонке «24 часа Ле-Мана» 1975 года в классе GTX. Автомобиль был оснащён модернизированными тормозами и подвеской, модифицированной системой впуска и выпуска, каркасом безопасности, топливным баком на 100 литров, пятиточечными ремнями безопасности, освещением гоночного номера и ремнями для закрытия капота. Во время квалификации Islero попала в аварию, лучшее время круга составило 5:28.00. Официальные лица гонки разрешили команде на Islero участвовать в основной гонке из-за отказа другого участника, но команда на то время уже покинула гоночную трассу и не смогла участвовать в соревновании.

## Технические характеристики
Islero GT оснащалась двенадцатицилиндровым V-образным бензиновым двигателем с двумя клапанами на цилиндр, шестью карбюраторами Weber 40 DCOE, рабочим объёмом в 4 литра (3929 куб. см.), степенью сжатия 10,5: 1 и мощностью 325 л. с. при 7000 об/мин, совмещённым с пятиступенчатой механической коробкой передач собственного производства, КПП оснащалась синхронизаторами и сухим сцеплением с гидравлическим приводом. Данная силовая установка могла разогнать Islero GT с 0 до 100 километров в час за 6,4 секунды, а максимальная скорость достигала отметки в 248 км/ч. Основой для подвески Islero послужила подвеска 400 GT. У Islero она была полностью независимой на двойных поперечных рычагах с более толстыми стабилизаторами поперечной устойчивости и более широкой передней колеёй, чем у 400 GT. Islero оборудовалась дисковыми тормозами Girling с индивидуальными контурами на все колёса, а также двумя вакуумными сервоприводами. Диски изготавливались из магния компанией Campagnolo. На заводе Islero оснащалась шинами Pirelli Cinturato 205VR15. Стоимость Islero GT в Италии, была эквивалентна $18 000.
Islero GTS отличалась увеличенной степенью сжатия двигателя до 10,8: 1 и новыми распределительными валами, как у Miura S. Благодаря этим изменениям мощность двигателя увеличилась до 350 л. с. при 7500 об/мин. Следствием увеличения мощности стало в том числе улучшение динамических характеристик: разгон с 0 до 100 километров в час стал равен 6,2 секунды (меньше на 0,2 секунды), а максимальная скорость возросла до 259 км/ч (больше на 11 км/ч). Стоимость Islero GTS в Италии была эквивалентна $20 000.